# Dreiecksee

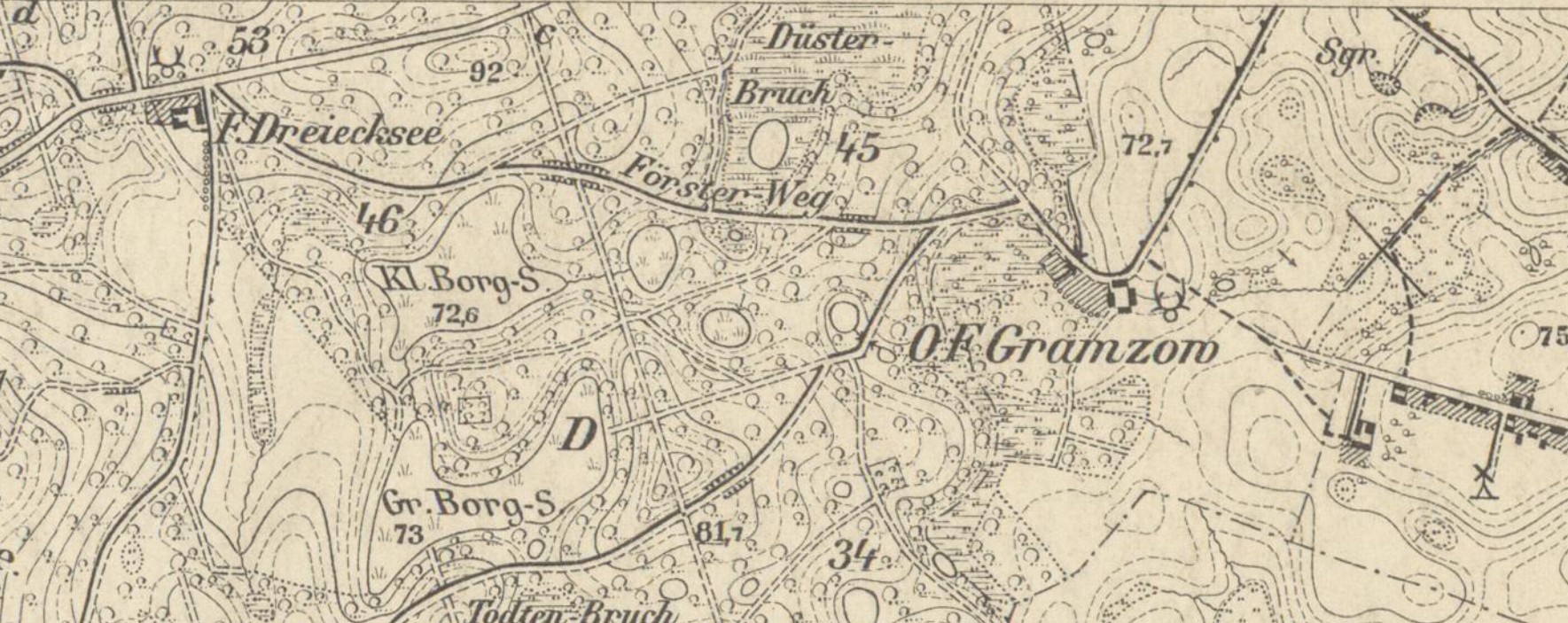
Oberförsterei Gramzow und Försterei Dreiecksee, Ausschnitt aus dem Messtischblatt 2849 Polßen von 1890 (Aufnahme 1888)

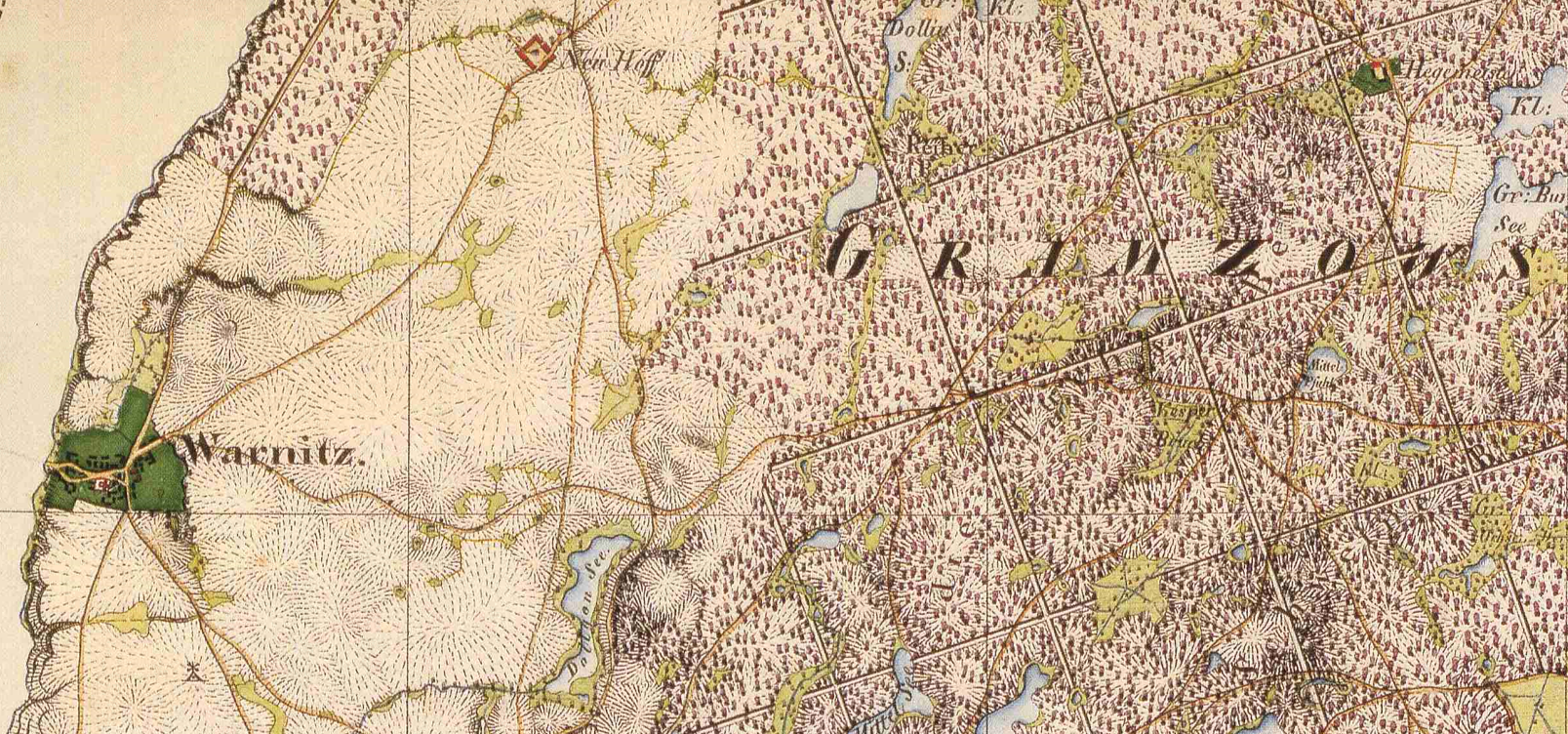
Warnitz (Gem. Oberuckersee) mit den Wohnplätzen Neuhof und Dreiecksee, Ausschnitt aus dem „Urmesstischblatt“, Blatt 2849 Warnitz von 1827

Dreiecksee ist ein Wohnplatz im Ortsteil Warnitz der Gemeinde Oberuckersee im Landkreis Uckermark (Brandenburg). Er entstand zu Ende des 18. Jahrhunderts aus einem Forsthaus, das unweit des Dreiecksees im Gramzower Forst aufgebaut wurde.

## Lage
Der Wohnplatz Dreiecksee liegt nur wenige hundert Meter südlich einer Seenkette beginnend im Osten mit dem Großen Rathsburgsee, gefolgt vom Kleinen Rathsburgsee, Dreiecksee und dem Krummen See. Südöstlich liegen Kleiner und Großer Borgsee. Der Wohnplatz erhielt seinen Namen nach dem Dreiecksee, der nordwestlich des Wohnplatzes liegt.
Der Wohnplatz Dreiecksee liegt 4,5 km nordöstlich von Melzow und 4,3 km ostnordöstlich vom Ortskern von Warnitz. Er liegt in der großen Flur 2 Melzower Forst auf der Gemarkung von Melzow. Die nächsten Wohnplätze sind ca. 1,5 km ostnordöstlich der Koboldtenhof und etwa 1,5 km ostsüdöstlich die ehemalige Oberförsterei Gramzow. Etwa 2,8 km westlich liegt der Wohnplatz Neuhof. Knapp 200 Meter südöstlich führt die A 11 am Wohnplatz vorbei. Der Wohnplatz Dreiecksee liegt auf 80 m ü. NHN.

## Geschichte
Wann genau das erste Forsthaus am Wohnplatz errichtet wurde, ließ sich bisher nicht ermitteln. In einer Karte des Gramzower Forstes von 1798 ist das Forsthaus bereits als H. M. (= Hegemeister/Hegemeisterei) vermerkt. Bratring, der den Stand von 1801 referiert, kennt den Wohnplatz nicht. 1822 ist dann die Lokalität als Unterförsterei Dreiecksee erwähnt. Sie unterstand in der Hierarchie der Forstverwaltung der Oberförsterei Gramzow, die wiederum der Forst-Inspektion Neustadt-Eberswalde (1824) (bzw. um 1900 dem Forst-Inspektions-Bezirk Potsdam-Joachimsthal) unterstand. Im Urmesstischblatt 2849 Warnitz von 1827 ist die Lokalität als Hegemeister eingezeichnet.
In Sellentin’s Topographisch-statistische(r) Uebersicht des Regierungs-Bezirks Potsdam und der Stadt Berlin von 1841 erscheint der Wohnplatz als Hegemeisterei Dreiecksee, allerdings ohne genauere Angaben (wie Anzahl der Häuser und Einwohner).
1858 gehörte Dreiecksee zum Forstrevier Gramzow und bestand aus zwei Wohnhäusern und drei Wirtschaftsgebäuden. Dreiecksee hatte damals 10 Bewohner. Nach Riehl und Scheu wohnten in der Försterei Dreiecksee in zwei Häusern 14 Personen.
1871 bestand der Wohnplatz Dreiecksee aus nur noch einem Wohnhaus und hatte 7 Bewohner. 1874 wurden die Domänenämter aufgelöst und deren hoheitliche Befugnisse auf die Kreise und die neu geschaffenen Amtsbezirke übertragen. Dreiecksee gehörte zum Forstgutsbezirk Gramzow zusammen mit der Oberförsterei Gramzow, dem Waldwärterhaus Zehnebeck und zwei Bahnwärterhäusern im Gramzower Forst. 1881 hatte der Wohnplatz 7 Einwohner. 1908/09 wurde das Forsthaus neu errichtet. Der Ziegelrohbau mit einem Ziegelkronendach kostete damals 12029 Reichsmark. Bereits 1938/42 fanden Instandsetzungsarbeiten am Forsthaus statt.
1928 wurde der Gutsbezirk Forst Gramzow aufgelöst und große Teile, darunter auch das Forsthaus Dreiecksee wurden in die Gemeinde Melzow eingemeindet. 1931 und 1957 war die Försterei Dreiecksee ein Wohnplatz von Melzow. Zum 1. Januar 1970 wurde Melzow nach Warnitz eingemeindet. Seitdem war Dreiecksee ein Wohnplatz von Warnitz. Warnitz schloss sich zum 31. Dezember 2001 mit den Gemeinden Blankenburg, Potzlow und Seehausen zur neuen Gemeinde Oberuckersee zusammen. Die Verwaltungsgeschäfte dieser Gemeinde besorgt das Amt Gramzow. Seitdem ist Dreiecksee ein Wohnplatz im Ortsteil Warnitz der Gemeinde Oberuckersee.

## Liste der Förster
- (1842) bis 1843 (Pensionierung) Hegemeister Bock[12][13]
- ab 1843 bis 30. April 1871 (Pensionierung) Förster Gustav Leopold Bock (* 8. Januar 1801),[14] er war vorher in der Försterei Dannenreich,[13] ihm wurde 1869 der Titel Königlicher Hegemeister verliehen[15]
- ab 1. Mai 1871 bis Juni 1883 (†) Förster Friedrich Adolph Mogwitz (* 19. November 1816; † 1883), er war vorher in der Försterei Kummersdorf (auch Seddin genannt) in der Oberförsterei Kummersdorf.[16] 1876/77 wurde er mit einem Ehren-Portepée ausgezeichnet[17]
- ab 1. Juli 1883 bis 1905 Förster Adolf Albert Hermann Scharck (* 18. Mai 1837), er war vorher in der Försterei Neuglobsow[18][3]
- ab 1. Oktober 1905 bis (1906) Förster Paul Schneider (* 25. Juni 1863; † 4. Juli 1925), Diensteintritt: 1. Juli 1899[19] war vorher in der Försterei Dobbrikow (Oberförsterei Woltersdorf)[20][21] er wurde 1913 zum Hegemeister ernannt[22]
- ab 1. April 1924 bis 31. März 1934 Förster Bergmann, bisher überzähliger Förster in Krewelin (Oberförsterei Zehdenick)[23]
- ab 1. April 1934 Revierförster Georg Otto Friedrich Schmücker (* 9. Mai 1907 in Forsthaus Hammer, Kr. Teltow), er war vorher in der Försterei Bodenseichen (Forstamt Gramzow)[24]